# Annie Ducaux
Annie Ducaux, född 10 september 1908 i Besançon, Frankrike, död 31 december 1996 i Champeaux, Seine-et-Marne, Frankrike, var en fransk skådespelare.

## Filmografi, urval
- 1936 – En odödlig kärlek
- 1938 – Blodets röst
- 1938 – Kvinnor i bur
- 1940 – Jag var en svindlare
- 1958 – Vi de rikaste
- 1961 – Den vackra amerikanskan